# Roger Courtois
Roger Courtois (30. května 1912 Ženeva – 5. května 1972) byl francouzský fotbalista a trenér. Hrál především za Sochaux, v jehož dresu se dvakrát stal králem střelců francouzské ligy. Byl na MS 1934 a 1938.

## Hráčská kariéra
Roger Courtois hrál za Uranii Ženeva, Sochaux, Lausanne a jako hrající trenér za Troyes. V dresu Sochaux se dvakrát stal králem střelců francouzské ligy.
Za Francii hrál 22 zápasů a dal 10 gólů. Byl na MS 1934 a 1938.

## Trenérská kariéra
Trénoval Troyes a Monako.

## Úspěchy

### Klub
Sochaux-Montbéliard
- Ligue 1: 1935, 1938
- Coupe de France: 1937
- Ligue 2: 1947

Lausanne-Sport
- Swiss Super League: 1944
- Pohár: 1944

### Individuální
- Král střelců Ligue 1: 1936, 1939